# 고야 다다시
고야 다다시(일본어: 小屋 禎, 1970년 5월 24일 ~ )는 일본의 전 축구 선수이다.

## 구단 경력
1993년 일본 사커 리그의 제프 유나이티드 이치하라에 입단했다. 1996년 재팬 풋볼 리그의 브럼멜 센다이로 이적했다. 1996년후 현역 은퇴.